# 西予市

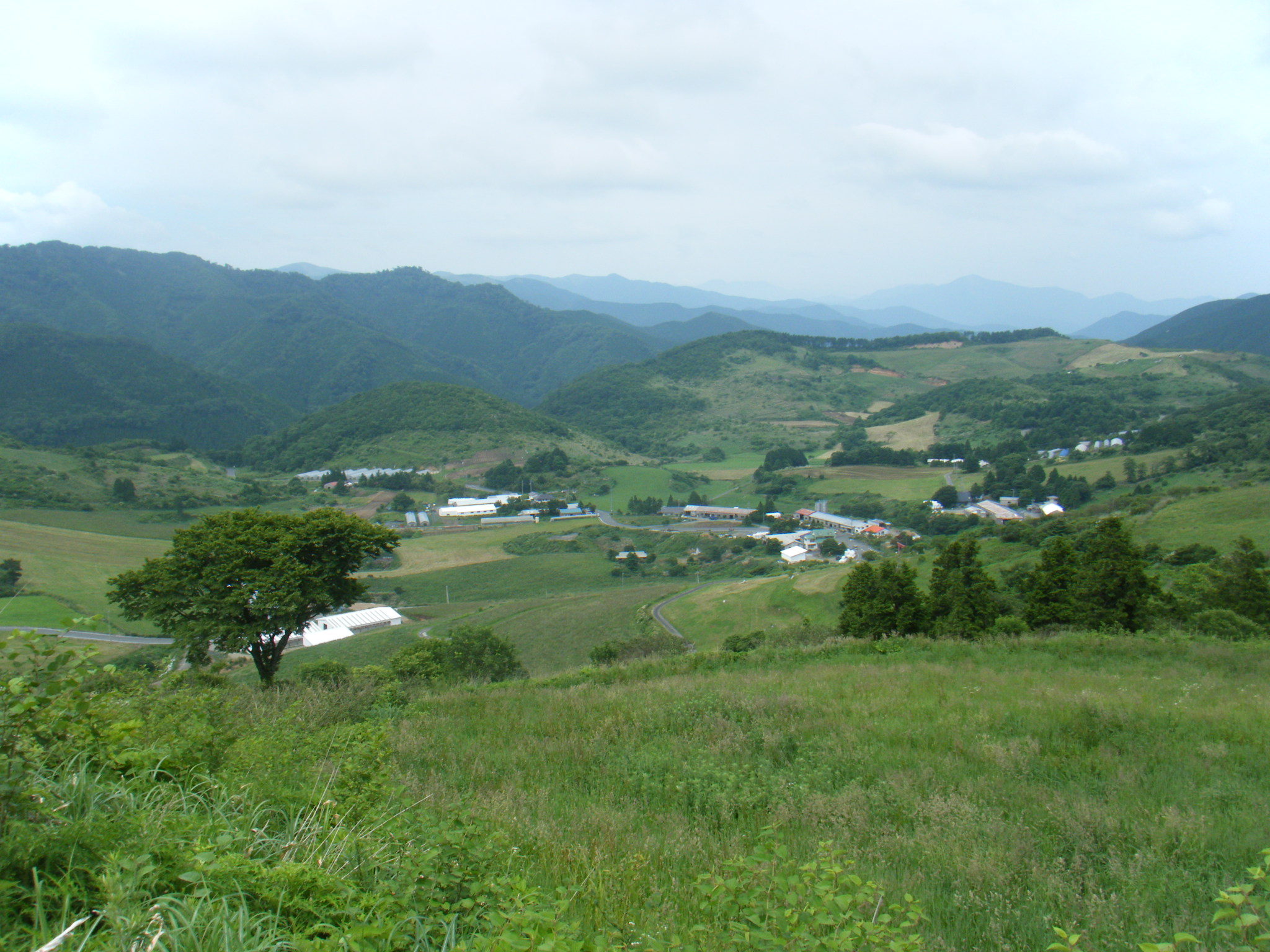
大野ヶ原

西予市（せいよし）は、愛媛県の南西部に位置する市。

## 概要
西予市は愛媛県の南予地方に位置し、2004年に東宇和郡4町の宇和町・野村町・城川町・明浜町と西宇和郡三瓶町の5町が新設合併して誕生した。旧宇和町は江戸時代より宇和島藩の宿場町として栄え、その中心部の卯之町に残る歴史的景観は、重要伝統的建造物群保存地区として選定されている ほか、JR四国予讃線卯之町駅や松山自動車道西予宇和インターチェンジがあり交通の利便性も高い。
愛媛県南部の広域流通拠点としての発展は期待できず、周辺部の人口減少に歯止めがかからない状態で、人口は合併前後の15年間（1990年から2005年）で13.4%減少し、市制施行と同時に市域全体で過疎地域に指定されている。

## 地理

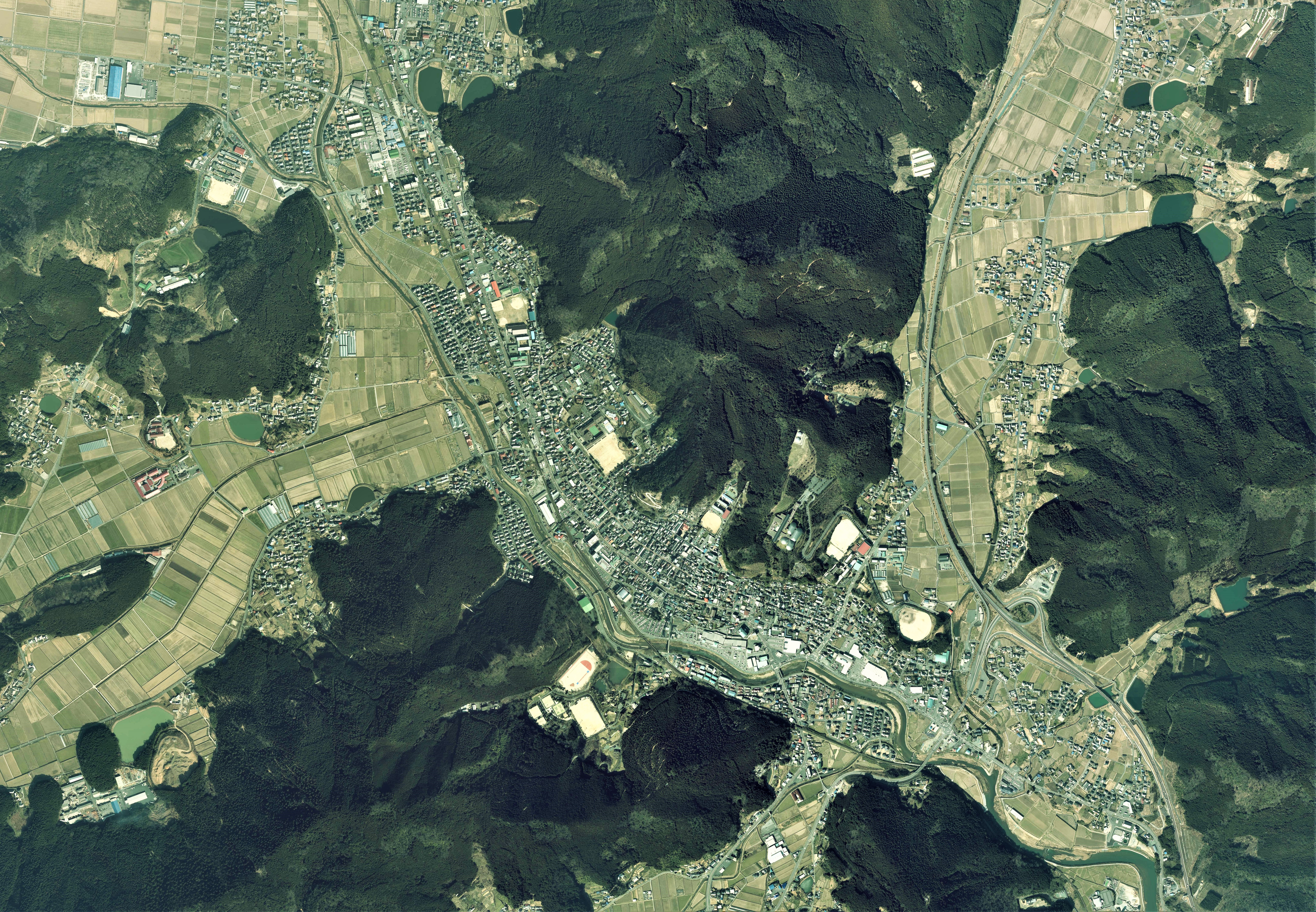
市役所の所在する卯之町地区の空中写真。
2013年3月5日撮影の4枚を合成作成。。

西予市は海から山まで東西に長い市域をもっている。西は宇和海に接し、東部は四国カルストを擁する山地で高知県と境を接している。多様な地形ゆえ2013年9月24日に日本ジオパーク委員会から日本ジオパーク（四国西予ジオパーク）の認定を受けた 。
今後発生が予見されている南海トラフ巨大地震の際には、最大7mの津波が到達することが予想されている。

### 位置・地形
旧東宇和郡の全町（4町）と西宇和郡の三瓶町とが合併したため、東西に横長い形をしている。東は高知県境の山々と接し、西は宇和海に面しており、その標高差は1,403m。その間に宇和盆地がある。
- 山：碁石ヶ森（ごいしがもり）1,185m（大野ヶ原）、雨包山（あまつつみやま）1,111m（野井川）、大判山（おおばんざん）799m（鳥鹿野）、大野山（おおのざん）797m（白髭）、御在所山（ございしょやま）669m（高瀬）
- 盆地：宇和盆地
- 河川：宇和川、肱川（上流域）
- 湖沼：朝霧湖（野村ダム湖）、鹿野川湖（鹿野川ダム湖上流域）

### 気候
冬季には2m以上積雪する高原（大野ヶ原）から、温暖な海岸部、2つのダムの影響で霧の多い盆地など、多様な気候である。台風の季節には海岸部では高潮、高波などによる被害、山間部では豪雨による土砂崩れの被害が多い。海岸部と大野ヶ原では気温が10度以上違う日もある。冬季は日本海からの雪雲が関門海峡から伊予灘へ流れ込みやすく雪雲がぶつかる山間部を中心に大雪となることも珍しくない。
| 宇和（1991年 - 2020年）の気候      | 宇和（1991年 - 2020年）の気候 | 宇和（1991年 - 2020年）の気候 | 宇和（1991年 - 2020年）の気候 | 宇和（1991年 - 2020年）の気候 | 宇和（1991年 - 2020年）の気候 | 宇和（1991年 - 2020年）の気候 | 宇和（1991年 - 2020年）の気候 | 宇和（1991年 - 2020年）の気候 | 宇和（1991年 - 2020年）の気候 | 宇和（1991年 - 2020年）の気候 | 宇和（1991年 - 2020年）の気候 | 宇和（1991年 - 2020年）の気候 | 宇和（1991年 - 2020年）の気候 |
| 月                                 | 1月                           | 2月                           | 3月                           | 4月                           | 5月                           | 6月                           | 7月                           | 8月                           | 9月                           | 10月                          | 11月                          | 12月                          | 年                            |
| ---------------------------------- | ----------------------------- | ----------------------------- | ----------------------------- | ----------------------------- | ----------------------------- | ----------------------------- | ----------------------------- | ----------------------------- | ----------------------------- | ----------------------------- | ----------------------------- | ----------------------------- | ----------------------------- |
| 最高気温記録 °C （°F）             | 20.1 (68.2)                   | 22.6 (72.7)                   | 24.9 (76.8)                   | 29.0 (84.2)                   | 33.2 (91.8)                   | 34.9 (94.8)                   | 36.6 (97.9)                   | 38.2 (100.8)                  | 35.5 (95.9)                   | 32.5 (90.5)                   | 26.7 (80.1)                   | 22.3 (72.1)                   | 38.2 (100.8)                  |
| 平均最高気温 °C （°F）             | 8.8 (47.8)                    | 10.2 (50.4)                   | 14.0 (57.2)                   | 19.4 (66.9)                   | 24.1 (75.4)                   | 26.7 (80.1)                   | 30.7 (87.3)                   | 32.0 (89.6)                   | 28.4 (83.1)                   | 22.9 (73.2)                   | 17.1 (62.8)                   | 11.3 (52.3)                   | 20.4 (68.7)                   |
| 日平均気温 °C （°F）               | 4.3 (39.7)                    | 5.2 (41.4)                    | 8.5 (47.3)                    | 13.5 (56.3)                   | 18.2 (64.8)                   | 21.8 (71.2)                   | 25.8 (78.4)                   | 26.6 (79.9)                   | 23.0 (73.4)                   | 17.2 (63)                     | 11.6 (52.9)                   | 6.3 (43.3)                    | 15.2 (59.4)                   |
| 平均最低気温 °C （°F）             | 0.1 (32.2)                    | 0.5 (32.9)                    | 3.1 (37.6)                    | 7.6 (45.7)                    | 12.8 (55)                     | 17.9 (64.2)                   | 22.1 (71.8)                   | 22.6 (72.7)                   | 18.9 (66)                     | 12.5 (54.5)                   | 6.8 (44.2)                    | 2.0 (35.6)                    | 10.6 (51.1)                   |
| 最低気温記録 °C （°F）             | −9.1 (15.6)                   | −12.0 (10.4)                  | −5.9 (21.4)                   | −2.2 (28)                     | 1.9 (35.4)                    | 7.6 (45.7)                    | 12.4 (54.3)                   | 14.8 (58.6)                   | 7.4 (45.3)                    | 1.0 (33.8)                    | −2.0 (28.4)                   | −8.2 (17.2)                   | −12.0 (10.4)                  |
| 降水量 mm （inch）                 | 76.1 (2.996)                  | 94.8 (3.732)                  | 139.1 (5.476)                 | 152.1 (5.988)                 | 189.0 (7.441)                 | 311.0 (12.244)                | 282.7 (11.13)                 | 140.3 (5.524)                 | 197.8 (7.787)                 | 125.0 (4.921)                 | 101.5 (3.996)                 | 91.0 (3.583)                  | 1,927.5 (75.886)              |
| 平均降水日数 （≥1.0 mm）           | 10.4                          | 10.1                          | 11.6                          | 10.2                          | 9.4                           | 13.6                          | 10.8                          | 8.9                           | 10.3                          | 8.3                           | 8.8                           | 11.0                          | 124.4                         |
| 平均月間日照時間                   | 107.9                         | 126.5                         | 162.5                         | 186.7                         | 200.1                         | 136.2                         | 188.2                         | 215.3                         | 159.1                         | 166.3                         | 130.4                         | 104.7                         | 1,873.8                       |
| 出典1：Japan Meteorological Agency |                               |                               |                               |                               |                               |                               |                               |                               |                               |                               |                               |                               |                               |
| 出典2：気象庁                      |                               |                               |                               |                               |                               |                               |                               |                               |                               |                               |                               |                               |                               |

### 地質
西予市の一帯はその大半が秩父帯に属している。城川町中津川地区には石灰岩の多い地域に流れる石灰成分が沈殿、堆積して形成された「トゥファ」がある。長さ280mに達し日本最大級とされ、西予市文化財に指定されている。また日本三大カルストのひとつ、四国カルストの一部でもある大野ヶ原は緑の草原に白い石灰岩がとても美しい。小松には四国では最大級とされる洞窟、羅漢穴がある。人がたどり着ける長さは700m程度。
参考 西予市、西予市城川地質館
2014年3月14日午前2時6分に発生した伊予灘を震源(深さ約78キロ、マグニチュード6.2)とする地震で震度5強を記録した。

## 地名の由来
「西予」とは伊予（愛媛県の旧国名）の西部地域を指す言葉である。
愛媛県は東予・中予・南予の3地域に分けられるが、天気予報の影響などにより「南予＝宇和島」のイメージが強かった。そのため、八幡浜市・大洲市・喜多郡・西宇和郡・旧東宇和郡（西予市成立で消滅）をあわせた広域市町村圏組合で、全体の地域を指す言葉として「西伊予」が発案され、観光キャンペーンや広報紙等に用いていた。また、八幡浜市・大洲市は天気予報で「西予」を設けてほしいという動きを起こしたが実現していない。このため、地域全体を指す（はずであった）地域名をそのうちの一地域のみが称することに対して、当初の西予市以外の関係者には、抵抗感もあった。県内では同様の問題が東予市にもあったが、こちらは市町村合併により西条市の一部になった。

## 沿革
- 2004年（平成16年）4月1日 - 東宇和郡宇和町・野村町・城川町・明浜町、西宇和郡三瓶町が合併し誕生。発足時の人口は約4万8,000人で、市役所は旧宇和町役場。なおこれにより、東宇和郡が消滅。
- 2004年（平成16年）4月17日 - 松山自動車道大洲北只IC - 西予宇和IC間が開通。
- 2005年（平成17年）4月 - 乙亥会館が開館。
- 2006年（平成18年）
  - 2月 - 市のシンボルとして、花：レンゲソウ、木：ブナ、鳥：ウグイス、魚：アジ、昆虫：ホタルを選定。
  - 4月 - 北海道黒松内町との姉妹市町盟約調印。
  - 7月 - 西予市地域職業相談室が開所。
- 2007年（平成19年）4月 - 海の駅「潮彩館」がオープン。
- 2008年（平成20年）4月 - 西予CATVが設立される。
- 2010年（平成22年）4月 - 集落応援隊、地域おこし協力隊を設置開始。
- 2011年（平成23年）
  - 4月 - 三瓶町保健福祉総合センターを改修し、三瓶支所を移転。林業活性化センターを設置。
  - 11月 - 新市庁舎が落成。
- 2012年（平成24年）3月 - 松山自動車道西予宇和IC - 宇和島北IC間が開通。
- 2013年（平成25年）
  - 5月 - DIOジャパンが西予コールセンターを開設。
  - 9月 - 市全域が日本ジオパークに認定され、四国西予ジオパークが誕生。
- 2014年（平成26年）
  - 4月 - 「せいよ部マネージャー」を開始[8][9]。合併10周年を迎え、市名は県内に定着してきたが、県外では知名度は低い。そこで同市のPRを行うために2013年に募集、メンバー7人を選び、広報活動を行う[10]。水道事業を統合。
  - 6月 - 西予コールセンターが閉鎖[11]。
  - 9月 - 市立西予市民病院（旧市立宇和病院）が開院。
  - 10月 - 合併10周年を記念し、市の歌「いつの日も」を作成（歌：Yurica。 作詞：竹ノ内百合香 作曲：壱定護）
- 2015年（平成27年）
  - 7月2日 - 市朝立会館が落成[12]。
  - 8月3日 - 愛媛県オフサイトセンター（伊方町役場より移転）が開所[13]。
- 2017年（平成29年）4月 - 市衛生センター「みずすまし」が落成[14]。
- 2018年（平成30年）7月 - 豪雨によって、肱川が氾濫し野村地区で約650戸が浸水するなど被害を受ける（平成30年7月豪雨）。
- 2019年（平成31年）3月 - 伯方塩業明浜工場が閉鎖。
- 2019年（平成31年）4月 - ちぬやホールディングス四国工場が完成。市図書交流館（まなびあん）が開館。
- 2025年（令和7年） - 市の財政調整基金が事実上枯渇したため財政危機脱却プランを策定。豪雨災害や新型コロナウイルス感染症拡大に伴う歳出増と歳入減によるもの[15]。

## 行政

### 歴代市長
| 代  | 氏名     | 就任日        | 退任日        |
| --- | -------- | ------------- | ------------- |
| 1-3 | 三好幹二 | 2004年5月16日 | 2016年5月15日 |
| 4-6 | 管家一夫 | 2016年5月16日 | 現職          |

### 庁舎
2011年度新築。合併による新市発足当初、旧宇和町庁舎を本庁舎としていたが、1956年（昭和31年）の建築で老朽化しており、耐震性の不足が指摘され、合併協議の中で合併後10年以内の新庁舎建設を申し合わせていた。なお、平成の大合併後の新庁舎建設は西予市が最初。
総合支所方式を採用

### 行政課題
行政改革
もともと人口の多くない町が集まって、平成の合併推進方策に乗り、市への昇格要件の特例を適用して「市」となったため、人口規模に見合った行政力の向上と財政力の強化が課題である。特に、人口規模に比較して人員の多い職員の削減はまったなしの状況である。退職不補充ではとても間に合わないため、愛媛県内の市町ではトップを切って、退職金上積による優遇措置により、早期退職勧奨を行っている（2005年度から）。 また、旧町で活用してきた第三セクター7社の整理・統合も課題となる。

### 国・県の行政機関

#### 国の機関
- 四国地方整備局　野村ダム管理所

#### 県の機関
- 愛媛県南予地方局 西予県土木事務所
- 愛媛県南予地方局八幡浜支局　地域農業室（西予農業指導班）
- 愛媛県オフサイトセンター
- 愛媛県歴史文化博物館

### 姉妹都市
- 北海道寿都郡黒松内町

旧:野村町時代にも姉妹都市であった。黒松内町は北限のブナ林で知られて、その縁。2006年（平成18年）4月調印式。

## 経済
産業基盤は弱く、経済力は乏しい。
かつては、農村の物資の集散地として、宇和地区（卯之町）、野村地区等に集積があったが、特に野村地区については交通の発達や農村経済の疲弊と共に衰退している。宇和地区については、旧宿場町としての姿は歴史的町並みの残る中町以外では、むしろ沿道サービス業が発達し、近隣から買い物客等を集めている。経済は第一次産業が中心で、製造業の集積は乏しい。詳細はそれぞれの旧町のページ参照。

### 第一次産業
- 柑橘類や米、栗などが主に栽培されている。また畜産（ブタ、乳牛、肉用牛）も行われている。
- 沿岸地域で柑橘類の栽培が盛んで、ウンシュウミカン（各地）のほか、イヨカン（明浜地域など）、ニューサマーオレンジ（三瓶地域）などが、栽培されている。石垣を積み重ねてつくられた果樹園は農村景観の形成に一役買っている。野村地域では畜産（乳牛）が営まれている。
- 漁業ではハマチ養殖、ヒラメ養殖、真珠養殖、チリメンなどの養殖・漁獲が盛んに行われている。

### 第二次産業
製造品出荷額等（従業員4名以上の事業所）は2017年現在244億円となっており、食料品、窯業が上位を占めている。食料品では水産練製品、酒造などの工場が立地しており、2019年にはちぬやホールディングスが市内に四国工場を設置し冷凍食品の製造を行っている。

### 第三次産業
- 卯之町（旧：宇和町）にスーパーマーケット・ホームセンター・家電量販店・ドラッグストア等の商業集積がみられる。野村（旧：野村町）も、かつては旧：野村町、旧：城川町の商業の中心でミニ核を形成していたが、道路の充実とともに、宇和地区、さらには宇和島市または大洲市に購買力は流出している。
- サービス業では、市内にコールセンターが進出している。

### 郵便
集配局
- 西予郵便局
- 三瓶郵便局
- 野村郵便局

非集配局
西予郵便区
- 明浜郵便局
- 宇和郵便局
- 宇和加茂郵便局

- 狩浜郵便局
- 下宇和郵便局
- 多田郵便局

- 田之筋郵便局
- 俵津郵便局
- 山田郵便局

三瓶郵便区
- 二木生郵便局

- 蔵貫郵便局

野村郵便区
- 魚成郵便局
- 坂石郵便局
- 城川郵便局

- 惣川郵便局
- 高川郵便局
- 溪筋郵便局

- 中筋郵便局

簡易郵便局
- 岩木簡易郵便局
- 貝吹簡易郵便局
- 嘉喜尾簡易郵便局

- 下泊簡易郵便局
- 周木簡易郵便局
- 遊子谷簡易郵便局

### 本社を置く企業
- 百姓百品
- おがた蒲鉾
- 愛媛ちぬや
- 太陽ファーム
- 三浦工機（三浦工業グループ）

### 工場・事業所を置く主要企業
- 西予コールセンター（DIOジャパン子会社） 閉鎖。
- 伯方塩業明浜工場　閉鎖
- フジデリカ・クオリティ宇和工場
- ちぬやホールディングス　四国工場
- 丸三産業西予工場

## 地域

### 人口
西予市域は高度経済成長の時期にあたる1960年代以降、人口流出（社会減）による人口減少に見舞われていた。しかし、旧宇和町は交通の結節点という地の利を活かして東宇和郡における商業・サービス業の拠点性を高めたことにより、1970年代以降は人口1万7000前後を維持していた。そのため、西予における旧宇和町の人口比率は上昇傾向にあり、1960年には旧5町で旧宇和町が占める人口比率は28.7％だったのが、2015年には42.6％にまで上昇した。2060年にはそれが65.0％に達するという予測もあり、今後も旧宇和町への人口集約が進むと予想されている。
2013年では、125人の社会減（転入920人，転出1045人）で、人口流出が起きている。首都圏・京阪神との人口移動はほぼ釣り合っており、八幡浜・大洲など南予の主要都市に対しては社会増である。社会減の大部分は松山市との間で生じており、132人の転出超過が生じていた。
| |                                        |  |
| 西予市と全国の年齢別人口分布（2005年） | 西予市の年齢・男女別人口分布（2005年） |  |
| ■紫色 ― 西予市 ■緑色 ― 日本全国 | ■青色 ― 男性 ■赤色 ― 女性              |  |
| 西予市（に相当する地域）の人口の推移 \| 1970年（昭和45年） \| 61,009人 \| \| \| 1975年（昭和50年） \| 57,528人 \| \| \| 1980年（昭和55年） \| 56,175人 \| \| \| 1985年（昭和60年） \| 54,804人 \| \| \| 1990年（平成2年） \| 51,893人 \| \| \| 1995年（平成7年） \| 49,022人 \| \| \| 2000年（平成12年） \| 47,217人 \| \| \| 2005年（平成17年） \| 44,948人 \| \| \| 2010年（平成22年） \| 42,080人 \| \| \| 2015年（平成27年） \| 38,919人 \| \| \| 2020年（令和2年） \| 35,388人 \| \| |                                        |  |
| 総務省統計局 国勢調査より |                                        |  |
| 1970年（昭和45年） | 61,009人                               |  |
| 1975年（昭和50年） | 57,528人                               |  |
| 1980年（昭和55年） | 56,175人                               |  |
| 1985年（昭和60年） | 54,804人                               |  |
| 1990年（平成2年） | 51,893人                               |  |
| 1995年（平成7年） | 49,022人                               |  |
| 2000年（平成12年） | 47,217人                               |  |
| 2005年（平成17年） | 44,948人                               |  |
| 2010年（平成22年） | 42,080人                               |  |
| 2015年（平成27年） | 38,919人                               |  |
| 2020年（令和2年） | 35,388人                               |  |

## 教育

### 高等学校

宇和高等学校

- 愛媛県立宇和高等学校
- 愛媛県立宇和高等学校三瓶分校
- 愛媛県立野村高等学校
- 精華学園高等学校 愛媛宇和校

### 中学校
- 西予市立宇和中学校
- 西予市立野村中学校
- 西予市立城川中学校
- 西予市立三瓶中学校
- 西予市立明浜中学校

### 特別支援学校
- 愛媛県立宇和特別支援学校 宇和聾校舎
- 愛媛県立宇和特別支援学校 宇和養校舎

### 小学校
2009年3月31日、西予市・西予市教育委員会は市内に27校ある小学校の統廃合を進め、2021年度までに9校とする再編計画案をまとめ発表した。その内訳は、明浜、宇和上、宇和町、宇和下、野村、大野ヶ原、惣川、城川、三瓶の各校（仮称含む）であり、旧宇和町と旧野村町以外は旧町1学校とする再編案となっている。

| - 西予市立明浜小学校 - 西予市立多田小学校 - 西予市立中川小学校 - 西予市立石城小学校 - 西予市立宇和町小学校 - 西予市立皆田小学校 | - 西予市立田之筋小学校 - 西予市立野村小学校 - 西予市立惣川小学校 - 西予市立大野ヶ原小学校 - 西予市立城川小学校 - 西予市立三瓶小学校 |

## 交通

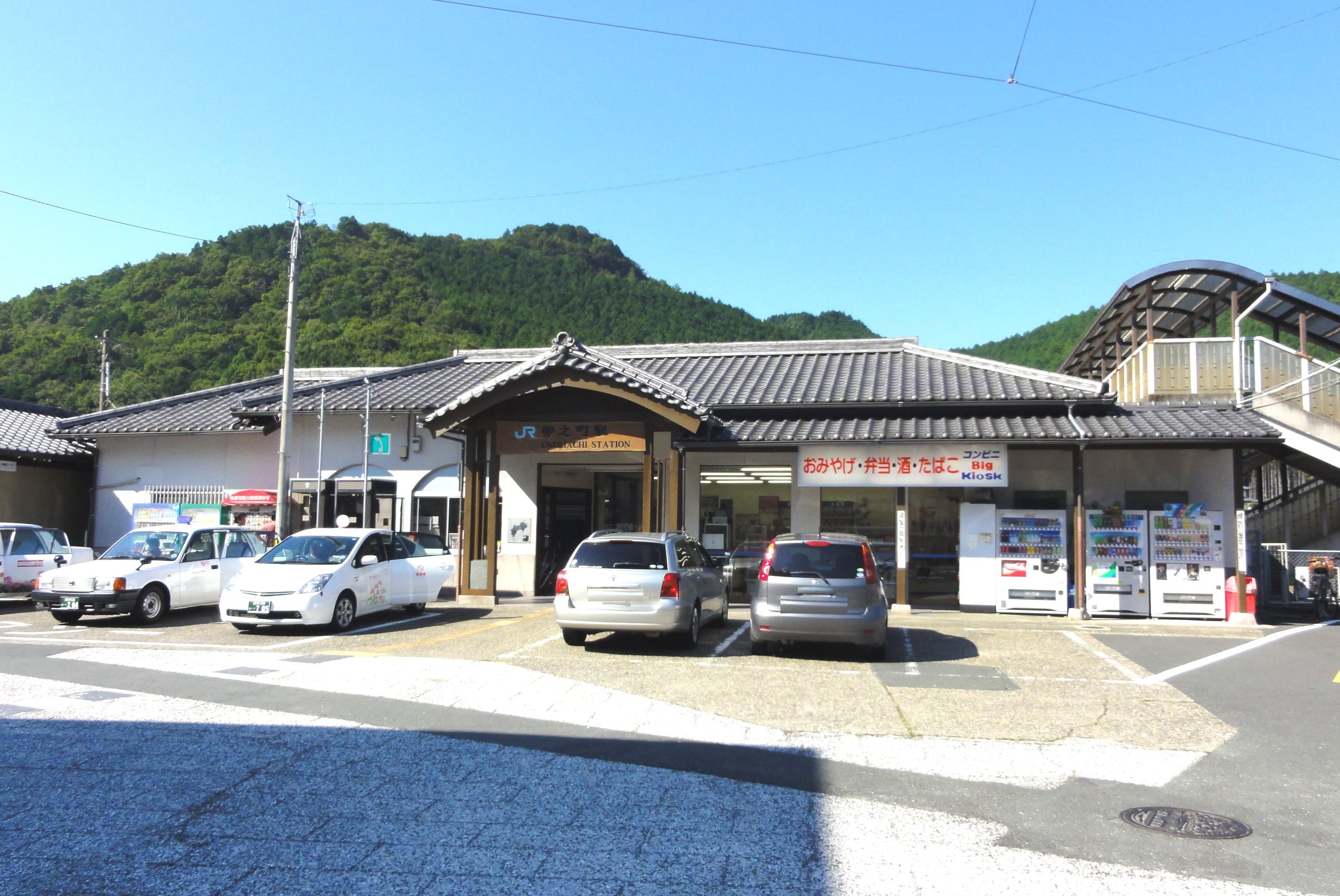
卯之町駅旧駅舎

### 鉄道路線
- 四国旅客鉄道（JR四国）予讃線

伊予石城駅 - 上宇和駅 - 卯之町駅 - 下宇和駅
- 中心となる駅：卯之町駅

旧宇和町の代表駅で、宇和島 - 松山の特急宇和海が必ず停車する。このため、松山などへの遠距離通勤者もよく利用しており、同駅付近には通勤者等が利用する広大な駐車場がある。なお合併前の旧5町のうち、合併時点で鉄道が通っていたのは旧宇和町のみである。

### 路線バス
- 宇和島自動車
- 西予市バス[注 2]

### 道路

#### 高速道路
- 松山自動車道

・インターチェンジ
22 西予宇和IC

#### 一般国道
国道56号
国道197号
国道378号
国道441号

#### 都道府県道
- 主要地方道

愛媛県道2号城川梼原線
愛媛県道25号八幡浜宇和線
愛媛県道26号八幡浜三瓶線
愛媛県道29号宇和野村線
愛媛県道30号宇和三瓶線
愛媛県道31号宇和三間線
愛媛県道32号肱川公園線
愛媛県道35号野村城川線
愛媛県道36号野村柳谷線
愛媛県道44号大洲野村線
愛媛県道45号宇和明浜線
愛媛県道56号内子河辺野村線
- 一般県道

愛媛県道237号鳥坂宇和線
愛媛県道252号双岩停車場和泉線
愛媛県道253号穴井三瓶線
愛媛県道257号俵津三瓶線
愛媛県道259号信里伊予平野停車場線
愛媛県道260号狭間上松葉線
愛媛県道261号伊予石城停車場線
愛媛県道262号伊延東多田線
愛媛県道263号平野坂戸線
愛媛県道267号大茅辰ノ口線
愛媛県道284号日向谷高野子線
愛媛県道311号伊延永長線
愛媛県道312号土居魚成線
愛媛県道331号高瀬松渓線
愛媛県道344号宇和高山線
愛媛県道383号四国カルスト公園縦断線

#### 道の駅
- きなはい屋しろかわ（国道197号）- 城川町
- 海の駅潮彩館（国道378号）- 三瓶町
- 道の駅どんぶり館（愛媛県道29号宇和野村線）- 宇和町

## 主要施設

### 明浜地区
- 明浜歴史民俗資料館
- 俵津文楽会館

### 宇和地区

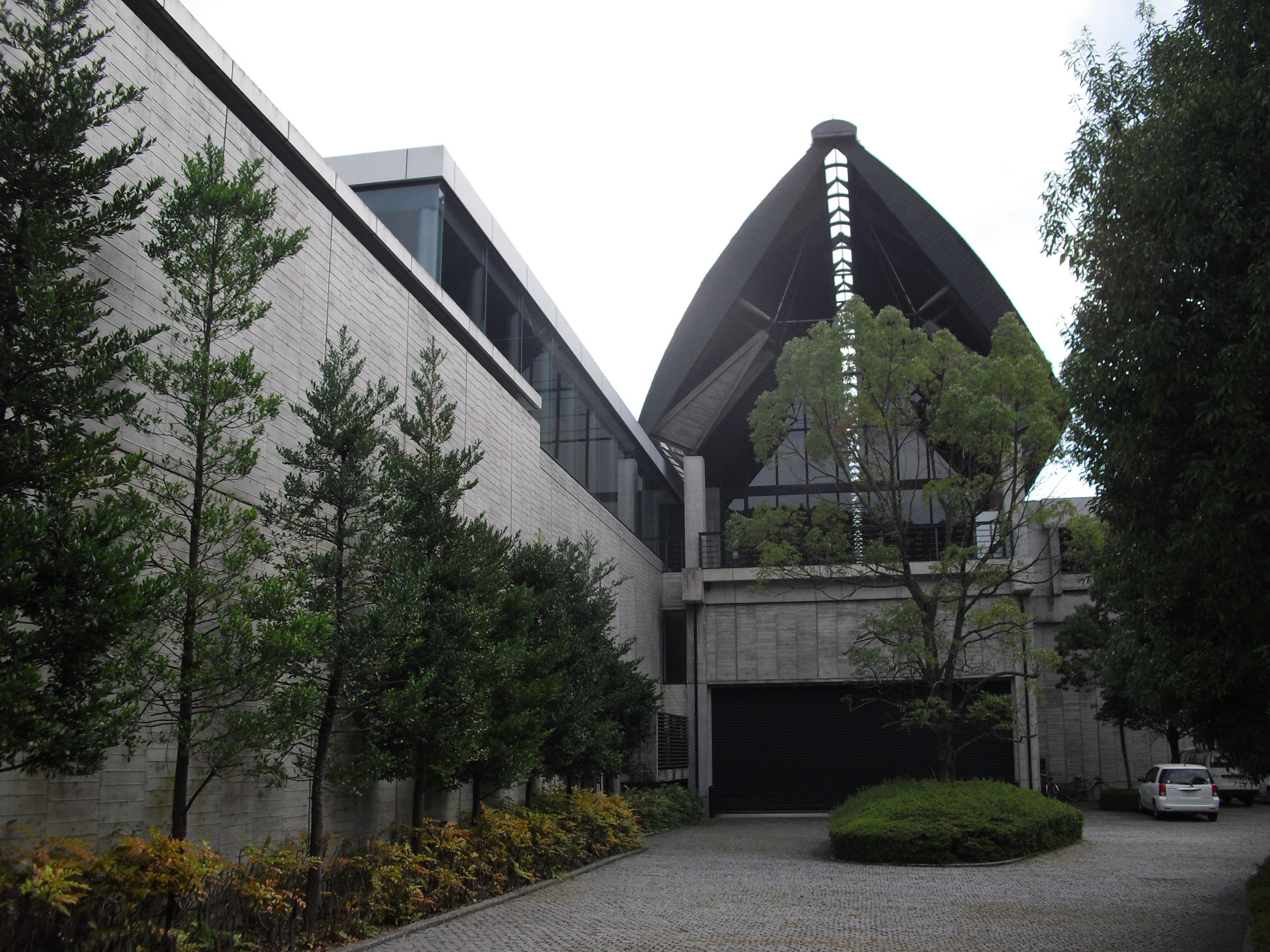
愛媛県歴史文化博物館

- 愛媛県歴史文化博物館
- 西予市民図書館
- 宇和先哲記念館
- 西予市宇和文化会館

### 野村地区
- 野村地域教育福祉複合施設（愛称：ゆめちゃんこ）[20]
- 野村シルク博物館
- 野村少年自然の家
- 乙亥会館

### 城川地区
- 城川どろんこ祭り保存館
- 城川地質館
- 城川歴史民俗資料館
- 総合センターしろかわ
- ギャラリーしろかわ
- 城川天蚕センター
- 城川視覚体験館

### 三瓶地区
- 三瓶朝日文楽会館
- 西予市三瓶文化会館

## 名所・旧跡・観光スポット・祭事・催事

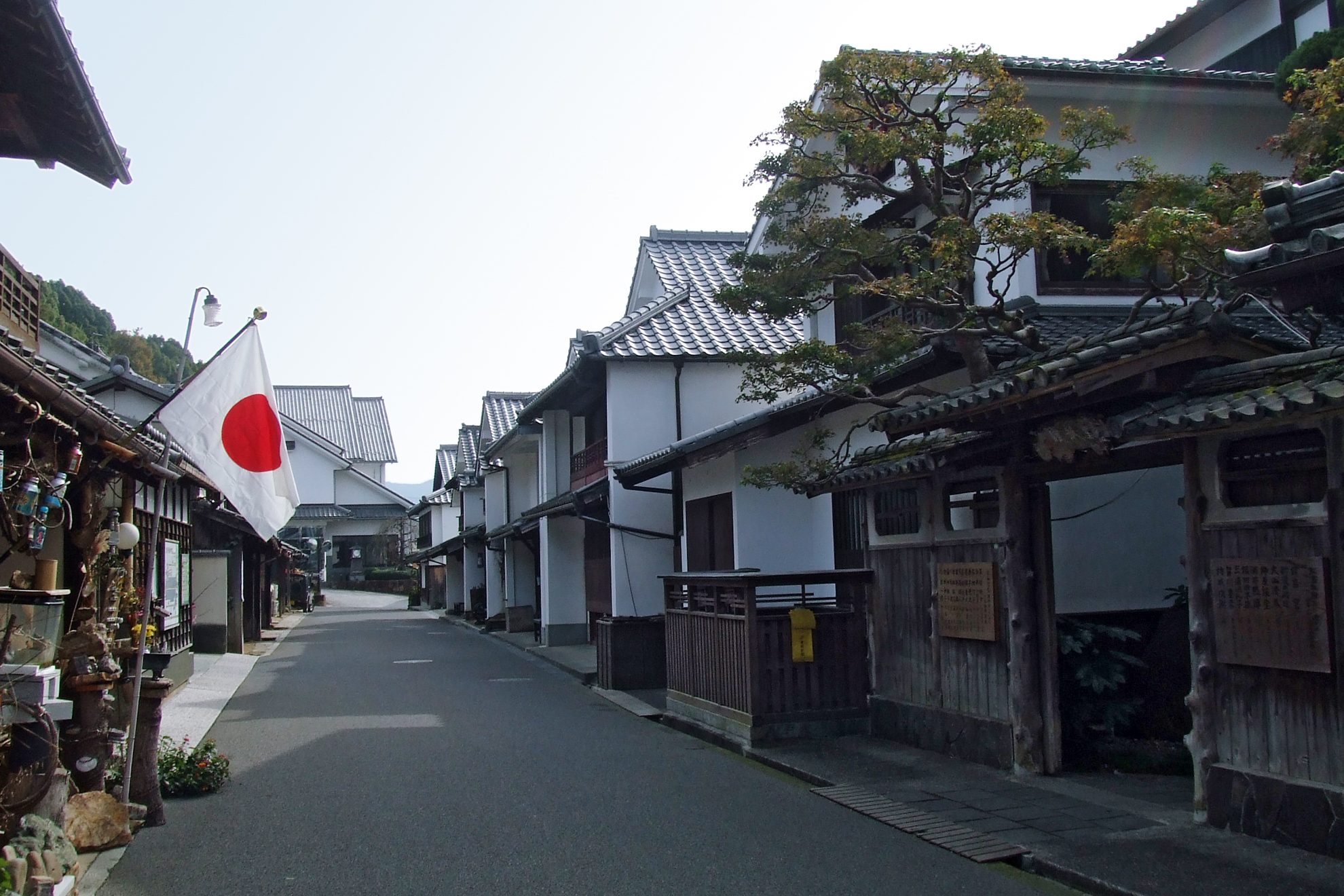
宇和町卯之町の街並み

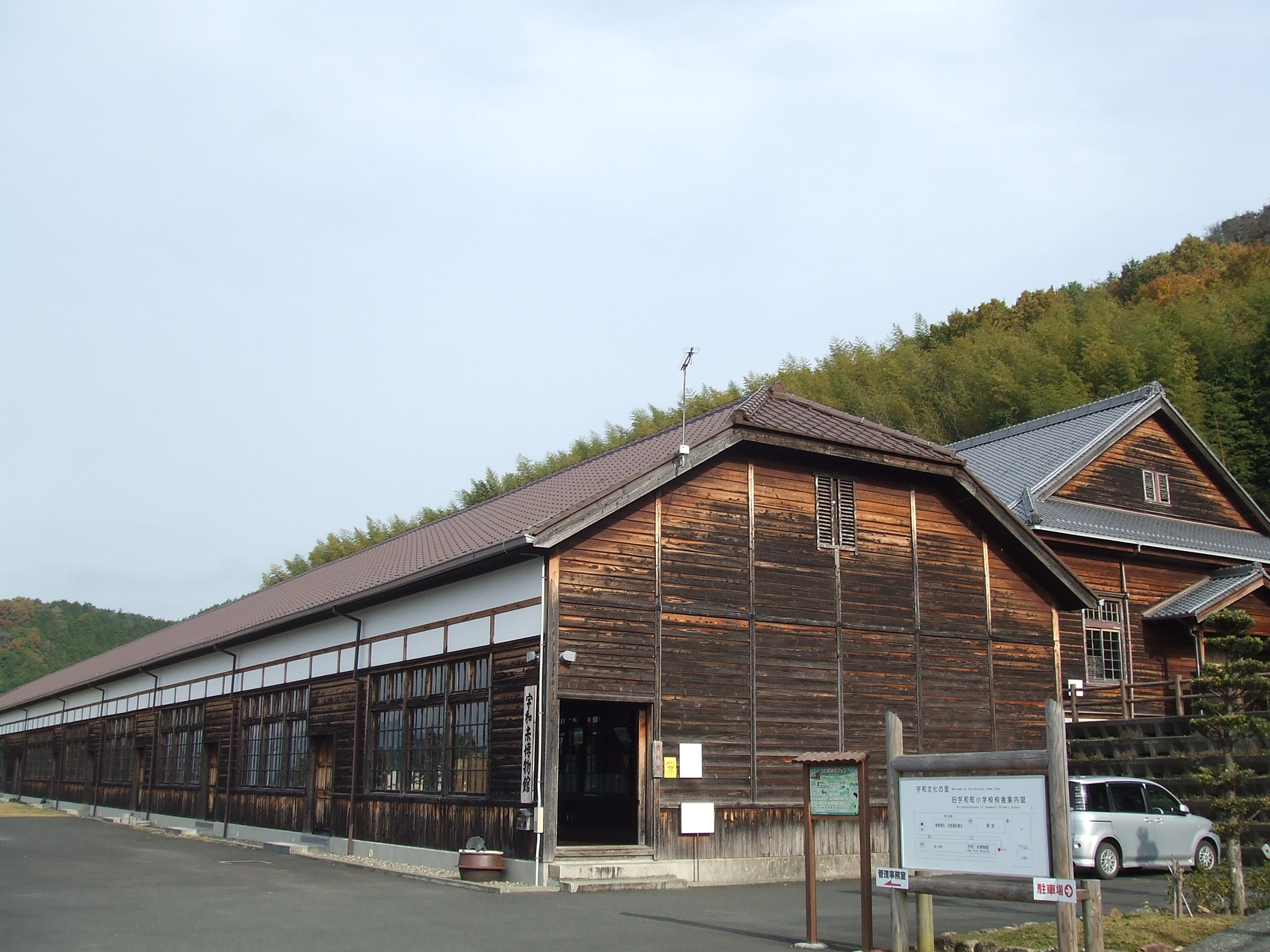
米博物館（旧宇和町小学校校舎）

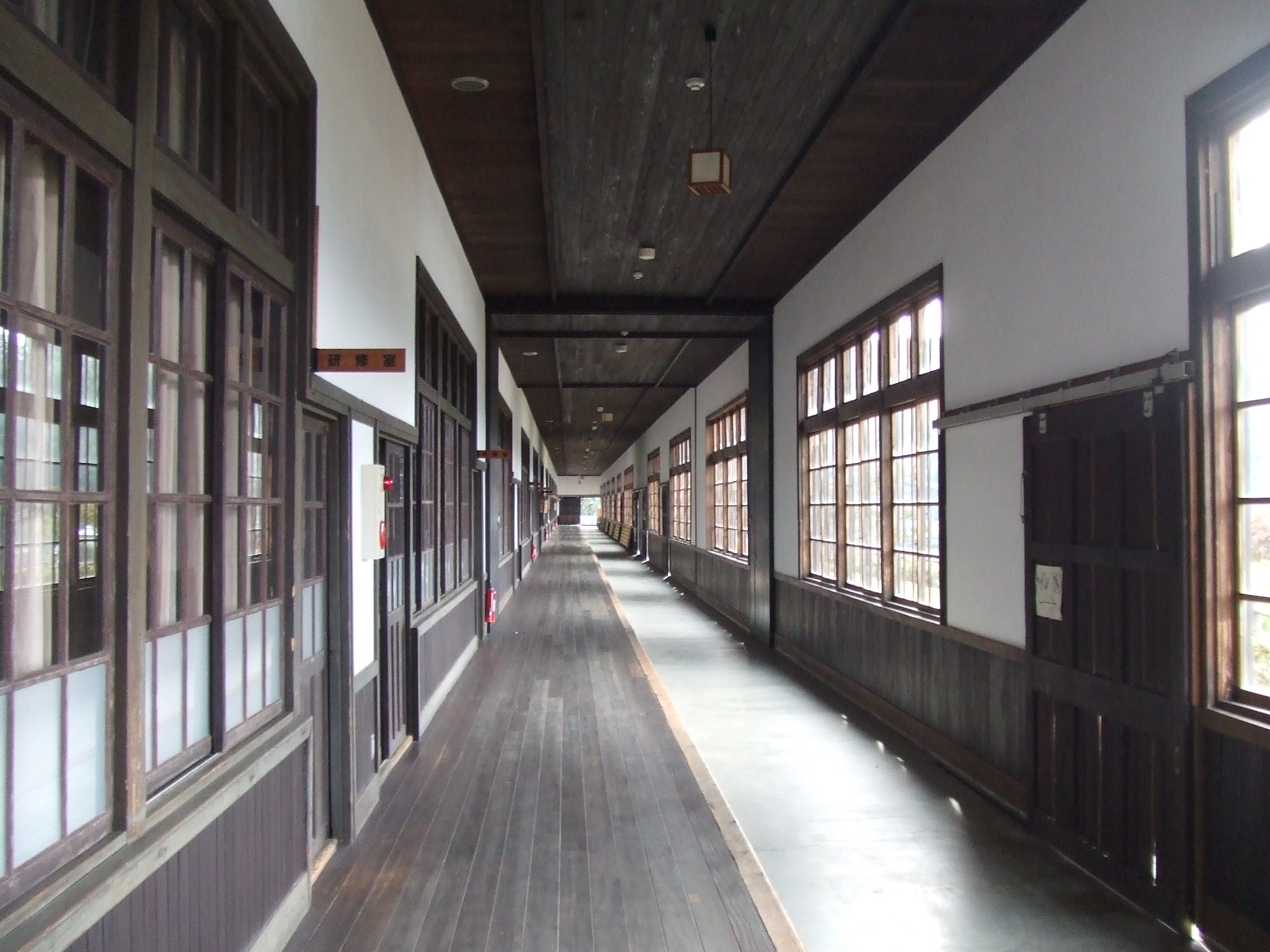
米博物館 60間（109メートル）の廊下

西予市の観光・史跡・イベント情報に参照

### 名所
- 四国西予ジオパーク
- 宇和町卯之町 - 重要伝統的建造物群保存地区
  - 開明学校
- 三滝城：名勝・県指定史跡
- 高野長英の隠れ家
- 源光山明石寺（四国八十八箇所43番札所）
- 禹門山龍澤寺（新四国曼荼羅霊場51番札所）
- 霊光山永照寺（新四国曼荼羅霊場52番札所）「ばら大師」
- 潮光山善福寺（新四国曼荼羅霊場53番札所）「山田薬師」
- 大龍山歯長寺
- 観音水（湧水、名水百選）
- 宇和米博物館：60間（109メートル）の廊下
- 樽滝・樽池（野村町旭）
- 農業公園ほわいとファーム
- 乙亥会館（温泉施設&イベント会場）
- 竜沢寺緑地公園（グラススキー場）
- 大野ヶ原カルスト牧場
- 道の駅どんぶり館（道の駅）
- シーサイドサンパーク
- はま湯（温浴施設）
- きゃんぱ（キャンプ場）
- 潮彩館（海の駅）
- 須崎観音
- 朝霧湖 - ダム湖百選
- 狩浜の段々畑[21]
- 宝泉坊温泉
- こけむしろ（宇和町信里） - ギャラリー喫茶苔筵。静寂に包まれた美しい苔庭で四国八十八景48番に選定。

### 祭り・イベント
- 乙亥大相撲（相撲）毎年11月末九州場所明け後に乙亥会館で開催
- 奥地の海のカーニバル（豚のロディオ、海上花火） - 8月13日
- アドベンチャースクール（夏休み小中学生対象6泊7日高原キャンプ）
- 宇和れんげ祭り - 4月29日
- どろんこ祭り
- かまぼこ板の絵展覧会
- のむらダム祭り - 5月3日
- カッパ祭り
- トムソーヤプログラム（夏休み小学生対象2泊3日サイクリング）
- 野村町愛護班ウォークラリー大会 - 毎年2月
- Z-1グランプリ
- わらぐろ

### 特産物
- 米（ひゅうが飯）

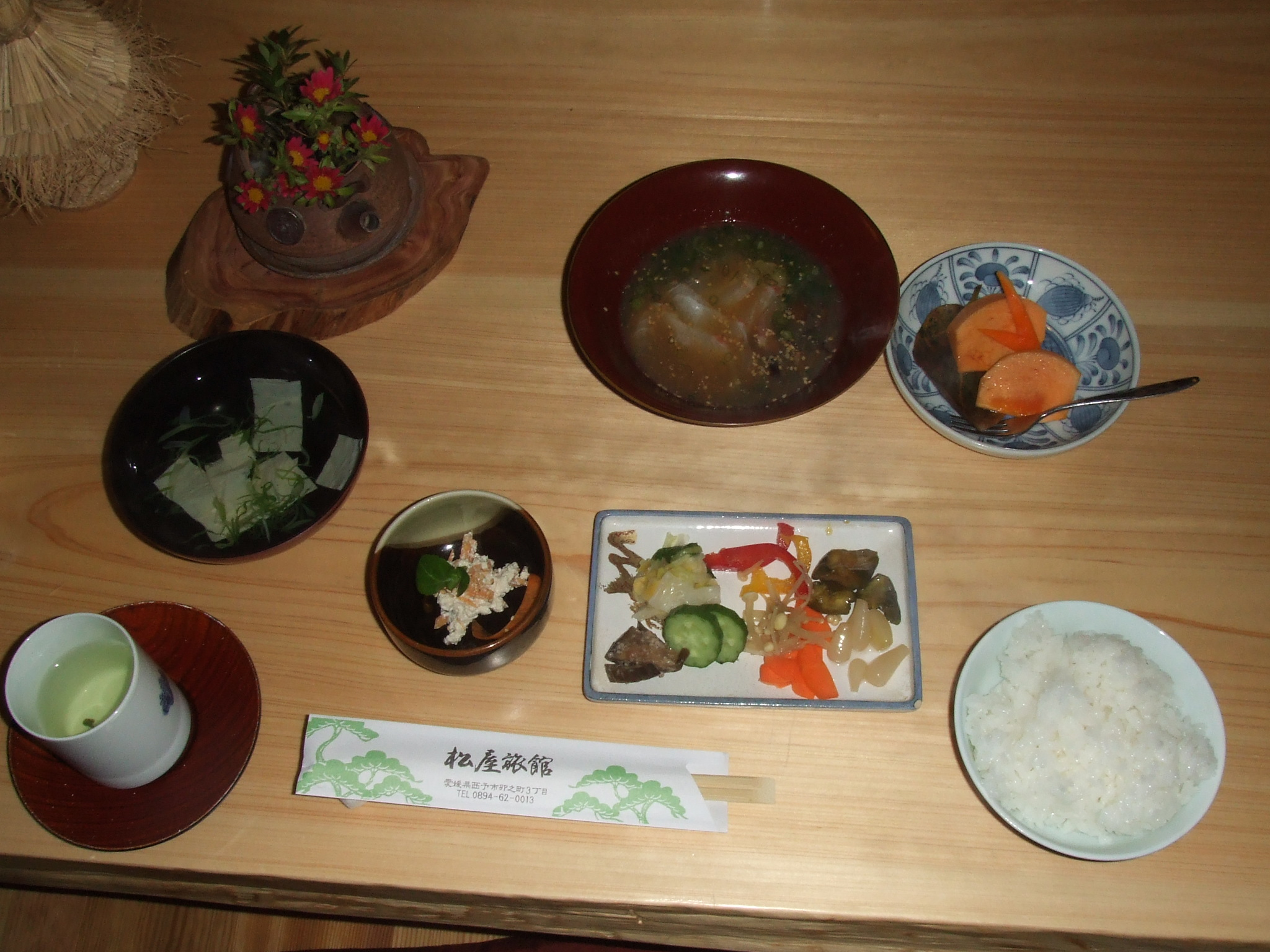
ひゅうが飯

- 柑橘類（ウンシュウミカン、伊予柑、ニューサマーオレンジ）
- 宇和ぶどう
- 原木椎茸
- きゅうり
- ちりめんじゃこ
- 牛乳
- 大野ヶ原ミルクアイスクリーム（ソフトクリーム）
- 奥地アジ

## 人物

### 名誉市民
合併前の自治体から引継ぎ
旧町で「名誉町民」であった人のうち合併時に存命の人を新市の「名誉市民」として引き継いだ）
- 田中恒利 - 旧明浜町名誉町民 元衆議院議員
- 井関順二 - 旧野村町名誉町民 元東宇和郡医師会長、元野村町議
- 増田純一郎 - 旧城川町名誉町民 元城川町長
- 佐々木良一 - 旧三瓶町名誉町民 会社社長 映画チェーン「シネマサンシャイン」経営

西予市発足以降
- 池田忠幸 - 元野村町長、県議会議員
- 酒井正直 - 元明浜町長
- 宇都宮象一 - 元宇和町長

### 特別栄誉賞受賞者
- 玉春日良二（力士、旧野村町出身） - 2009年2月受賞

### 出身（出生地）の著名人
- 朝見山峻一郎（元力士）
- 宇都宮健児（弁護士、東宇和郡高山村（現：明浜町）出身）
- 宇都宮とみ子（ジオガイド、市民活動家）
- 大森健作（プロサッカー選手、徳島ヴォルティス、旧野村町出身）
- 樫本学ヴ（漫画家、旧宇和町出身）
- 川上宗薫（作家、旧宇和町出身）
- 菅豊彦（元九州大学教授、日本哲学会元理事、著書「道徳的実在論の擁護」他）
- 菊池武範（実業家、タイガー魔法瓶創業者、旧三瓶町出身）
- 草彅剛（元SMAP、埼玉県春日部市育ち）
- 上甲凌大（プロ野球選手、横浜DeNAベイスターズ）
- 中崎タツヤ（漫画家）
- 中村舞（STU48）
- 塀内久雄（プロ野球選手、千葉ロッテマリーンズ、旧三瓶町出身）
- 細川一（医師、水俣病の公式発見者、旧三瓶町出身）
- 松坂貴久子（元静岡第一テレビアナウンサー）
- 宮中雲子（詩人、童話作家、旧三瓶町出身）
- 山口舞子（漫画家、旧宇和町出身）
- 兵頭勲（農学博士、東京都畜産試験場長、旧野村町出身）

### ゆかりのある著名人
- INSPi 杉田篤史（歌手、兵庫県神戸市出身） - 神奈川県逗子市と西予市野村町の2拠点生活をしている。愛媛大学社会共創学部・客員研究員。

## 地名
各節の表記において「旧○○町」という表現を幾度か用いているが、これはあくまで出身地等において該当する旧自治体名を明確にするためである。合併以前は4町の東宇和郡（宇和・野村・明浜・城川）と1町の西宇和郡（三瓶）だったが、「○○郡」と言う住所表記が合併後は5町すべてにおいて「西予市」になったものであり、郡表記が市表記になってもそれまでの町名は各町そのままである。
町外の人間に「宇和町は卯之町とも呼ぶ」「宇和町＝卯之町」と誤解される場合があるが、西予市宇和町（うわちょう）という町の中の中心地域の名称が「卯之町（うのまち）」なだけで、これは○○町と言う表記の地名ゆえの紛らわしさによるものである。「西予市卯之町」という住居表示は存在しないため、卯之町にある住所は「西予市宇和町卯之町○丁目○の○○番地」等と記載するのが正しい。ただし、同町の小学校は宇和町小学校と表記して「宇和町（うわまち）小学校」と読む。

## 市外局番
全域で0894。ただし三瓶町とそれ以外の地域では単位料金区域 (MA)が異なる。
- 宇和町・野村町・城川町・明浜町→宇和MA
- 三瓶町→八幡浜MA

相互の通話・通信は隣接扱いとなり、ダイヤルする場合も市外局番からダイヤルする必要がある。